# Victor Darlay
Joseph Victor Demonts dit Victor Darlay, né le 2 décembre 1863 dans le 8e arrondissement de Paris et mort le 26 décembre 1930 à Neuilly-sur-Seine, est un auteur dramatique français.

## Biographie
Industriel, il est fait chevalier de la Légion d'honneur le 9 octobre 1900.
Mort le 26 décembre 1930 à Neuilly, ses funérailles ont lieu à l'église Saint-Philippe-du-Roule

## Œuvres
- 1903 : L'Oncle d'Amérique, pièce en 4 actes, avec Victor de Cottens, théâtre du Châtelet, 20 novembre
- 1905 : Les Quatre cents farces du diable, féérie en quatre actes et 34 tableaux, avec Victor de Cottens, film de Georges Meliès, 25 min[2], théâtre du Châtelet, 23 décembre
- 1905 : Tom Pitt, le roi des pickpockets, pièce à grand spectacle en 4 actes et 18 tableaux, avec Victor de Cottens, musique de Marius Baggers, théâtre du Châtelet, 2 mars
- 1906 : Pif ! Paf ! Pouf !, féerie en 3 actes, avec de Victor de Cottens, théâtre du Châtelet, 6 décembre
- 1909 : Et aïe donc !, avec Henry de Gorsse
- 1909 : Les Aventures de Gavroche, pièce en 4 actes, avec Gaston Marot, musique de Marius Baggers, théâtre du Châtelet, 27 janvier
- 1910 : Arsène Lupin contre Herlock Sholmes, pièce de théâtre policière en quatre actes et vingt-cinq tableaux, avec Henry de Gorsse, théâtre du Châtelet (28 octobre)
- 1912 : Le Roi de l'or, avec Henry de Gorsse, théâtre du Châtelet
- 1920 : La Ceinture de Vénus, opérette féérique à grand spectacle en 3 actes et 25 tableaux, avec Henry de Gorsse, musique de Florent d'Asse, théâtre Apollo, 17 décembre
- 1921 : Dolly (I Love You !), opérette en 3 actes, avec de Gorsse, musique de Félix Fourdrain, théâtre Français de Rouen, 15 avril
- 1925 : La Hussarde, opérette en 3 actes, avec Henry de Gorsse et Georges Nanteuil, musique de Félix Fourdrain, théâtre de la Gaîté-Lyrique, 16 février
- 1927 : La Dame au domino, opérette en 3 actes, avec Henry de Gorsse, musique d'Henri Hirschmann, théâtre de la Gaîté-Lyrique, 27 octobre